# Europäische Ökumenische Versammlung
Europäische Ökumenische Versammlungen sind Anlässe, die von Kirchen verschiedener Konfession in Europa gemeinsam durchgeführt werden, um die Einheit und die ökumenische Zusammenarbeit der Kirchen unterschiedlicher Tradition zu fördern.
Die bisherigen Europäischen Ökumenischen Versammlungen wurden von der Konferenz Europäischer Kirchen und vom Rat der Europäischen Bischofskonferenzen gemeinsam durchgeführt. Die erste dieser Versammlungen fand 1989 in Basel statt, die zweite 1997 in Graz, die dritte 2007 in Hermannstadt-Sibiu. An den Versammlungen waren neben den offiziellen Delegierten auch zahlreiche weitere Teilnehmer beteiligt.

## Erste Europäische Ökumenische Versammlung 1989 in Basel
Die Erste Europäische Ökumenische Versammlung stand unter dem Thema „Frieden in Gerechtigkeit“. Im Hintergrund stand der Psalmvers „Gerechtigkeit und Frieden küssen sich“ (Ps 85,11). Die Versammlung fand statt im Rahmen des konziliaren Prozesses für Gerechtigkeit, Frieden und Bewahrung der Schöpfung. Von großer Bedeutung für die weitere Entwicklung der Ökumene in Europa war das Schlussdokument der Versammlung. Teilnehmer aus Osteuropa berichten, der Dreiländermarsch, der durch Deutschland, Frankreich und die Schweiz führte, und die Erfahrung der offenen Grenzen hätten sie besonders beeindruckt.

## Zweite Europäische Ökumenische Versammlung 1997 in Graz
Die Zweite Europäische Ökumenische Versammlung hatte das Thema „Versöhnung - Gabe Gottes und Quelle neuen Lebens“. Auch hier wurde ein Schlussdokument verabschiedet, von größerer Wirkung waren aber die Handlungsempfehlungen für die zukünftige ökumenische Zusammenarbeit in Europa, die von den Arbeitsgruppen der Versammlung vorgeschlagen und von der Versammlung entgegengenommen wurden.
Wichtige Früchte dieser Handlungsempfehlungen sind zum Beispiel die Charta Oecumenica und das Europäische Christliche Umweltnetzwerk.

## Dritte Europäische Ökumenische Versammlung 2007 in Sibiu (Hermannstadt)
Die Dritte Europäische Ökumenische Versammlung fand auf Einladung der rumänischen Kirchen vom 4. bis 9. September 2007 in Sibiu (Hermannstadt) statt, das in diesem Jahr zusammen mit Luxemburg Europäische Kulturhauptstadt war.
Die Versammlung stand unter dem Motto „Das Licht Christi scheint auf alle“. Das Zusammentreffen in Sibiu war dabei die letzte von vier Stationen eines Weges. Die erste Station war die Auftaktveranstaltung im Januar 2006 in Rom. Als zweite Station gelten Tagungen und Begegnungen zum Thema, die in den Jahren 2006 und 2007 auf nationaler, regionaler und lokaler Ebene in den Kirchen stattfinden. Die Bündelung dieses Prozesses war dann die Aufgabe der dritten Station, einer Begegnung vom 15. bis 18. Februar 2007 in der Lutherstadt Wittenberg.
In Sibiu wurden etwa 2500 Teilnehmer aus allen Kirchen erwartet.